# Martin Kelly
Martin Ronald Kelly, född 27 april 1990, är en engelsk professionell fotbollsspelare (försvarare). Han har även representerat England på U19-, U20- och U21-nivå. 

## Klubblagskarriär
Kelly fick sin fotbollsutbildning i Liverpools fotbollsakademi och blev uppflyttad till A-laget sommaren 2007. Säsongen 2007/2008 slog han sig in i Liverpools reservlag som samma år vann ligan. Kelly debuterade för Liverpools A-lag i en Champions League-match mot PSV Eindhoven den 9 december 2008 när han fick hoppa in som avbytare för Jamie Carragher i slutskedet av matchen. Slutet av säsongen 2008/2009 tillbringade Kelly på lån i Football League One-laget Huddersfield Town där han hann med att spela sju matcher och göra ett mål. 
Kelly gjorde sin första match från start för Liverpool den 20 oktober 2009 i en Champions League-match mot Lyon hemma på Anfield. Kelly blev utbytt i den 74:e minuten efter att ha blivit skadad i samband med Lyon:s kvitteringsmål. Liverpool förlorade matchen med 2-1 men Kelly blev av Liverpools officiella hemsida utsedd till matchens bästa spelare.
Debuten i Premier League kom den 15 mars 2010 i en hemmamatch mot Portsmouth. Kelly byttes in i den 70:e minuten istället för Glen Johnson. Efter att ha spelat i sju av Liverpools åtta första matcher i Europa League säsongen 2010-2011 startade han en Premier League-match för första gången då Liverpool besegrade Chelsea med 2-0 den 7 november 2010.
I december 2010 skrev Kelly på ett nytt fyraårskontrakt med Liverpool. Under höstsäsongen spelade Kelly bara sporadiskt i ligan men efter att Kenny Dalglish tog över som manager efter Roy Hodgson den 8 januari 2011 fick han mer speltid. Han spelade från start i Dalglish åtta första matcher som manager (däribland sju i ligan). På Liverpools officiella hemsida blev Kelly framröstad till månadens bästa spelare under februari 2011.
En knäskada i september 2012 förstörde säsongen 2012/2013 för Kelly och under säsongen 2013/2014 startade inte Kelly en enda match för Liverpool, då Brendan Rodgers föredrog Jon Flanagan på högerbacksplatsen. 
I augusti 2014 skrev Kelly ett treårskontrakt med Crystal Palace.
Den 1 september 2022 värvades Kelly av Championship-klubben West Bromwich Albion, där han skrev på ett tvåårskontrakt. Den 30 januari 2023 lånades Kelly ut till Wigan Athletic på ett låneavtal över resten av säsongen.

## Landslagskarriär
Kelly debuterade i landslagssammanhang när han spelade en match för det engelska U19-landslaget i februari 2009. Totalt spelade han fem matcher och gjorde ett mål på U19-nivå för England. Han debuterade sedan för U20-landslaget i en träningsmatch inför U20-VM 2009. Han blev även uttagen i truppen till turneringen och spelade från start i Englands samtliga tre matcher.
I början av augusti 2010 blev Kelly för första gången uttagen i truppen till Englands U21-landslag inför en träningsmatch mot Uzbekistan. Kelly startade matchen på bänken men blev inbytt i halvtid och gjorde sedan ett av Englands två mål.
Inför EM 2012 blev Kelly inkallad till EM-truppen då Gary Cahill brutit käken och var inkapabel till att spela